# Белина (Сърбия)
Вижте пояснителната страница за други значения на Белина.
Белина (на сръбски: Бељина) е село в община Бараево, Белградски окръг, Сърбия.

## География
Разположена е в южната част на общината, западно от село Манич и североизточно от село Арнаево.

## Население
Населението на селото възлиза на 775 жители (2011 г.).
Етнически състав (2002)
- сърби – 794 жители (98,02%)
- румънци – 1 жител (0,12%)
- роми – 1 жител (0,12%)
- мюсюлмани – 1 жител (0,12%)
- македонци – 1 жител (0,12%)
- югославяни – 1 жител (0,12%)
- недекларирали – 8 жители (0,99%)

По данни от преброяването на населението през 2011 година в селото живеят 799 жители, 27 от тях са в чужбина (3,4%), а постоянно живеят 771 жители. 275 домакинства са разположени в 506 жилища.